# Елизабет Виже-Лебран
Лујза Елизабет-Виже Лебран (фр. Élisabeth Vigée Le Brun; Париз, 16. април 1755 - 30. март 1842) била је француска сликарка , најзначајнији портретиста 18. века, а по мишљењу многих уметника и и један од технички највештијих портретиста свог доба.
Уметнички стил који језаступала на својим радовима је рококо, са елементима неокласицизма.
За време своје сликарске каријере насликала је 600 портрета и 200 пејзажа, а неке њене слике се налазе у власништву највећих музеја, као што је Лувр у Паризу, Ермитаж у Санкт Петербургу, Национална галерија у Лондону, Метрополитену у Њујорку...

## Детињство и младост
Рођена је 1755. године у Паризу, Француска. Отац, Луј Виже, био је сликар и члан академије, а мајка, Жан Мисин, фризерка. Првих пет година провела је на селу. Потом је пресељена у школу манастира Светог Тројства у Паризу. Тамо је показивала да има талента за сликање цртајући по зидовима, свескама... Отац, одушевљен једним од њених цртежа, вратио је кући и почео је подучавати сликању. Међутим, Луј Виже умро је када је Елизабет имала 12 година. Касније почиње да ради као помоћница очевог пријатеља, сликара и песника Пјера Давесана, који је и подучавао о сликарству. Већ у петнаестој години, Елизабет је добро зарађивала цртајући портрете богатих. Да би унапредила своје вештине она је обилазећи галеријебележила и копирала дела старих мајстора као што су Рубенс, Ван Дајк, и Рембрант. Године 1775. Елизабета је добила прилику да понуди два портрета Краљевској уметничкој академији, а исте годинепостаје и члан академије. Године 1783. примљена је за редовног студента за сликарство и вајарство. Исте године на академију је примљена и њена највећа супарница - Аделада Лабиј-Гијар. Професор им је био Габријел Бријар Верне.
1776. године је добила и свој први краљевски налог, да наслика портрет грофа Провансе, будућег краља Луј XVIII.
Након што се њен очух повукао из посла преселили су се у хотел Де Луберт у Паризу, где је она упознала Жан-Батиста, сликара и трговца уметничким делима, који јој је помагао и позајмљивао неке слике како би их она копирала и напредила своје вештине. Након шест месеци сарадње Жан је питао Елизабету да се уда за њега. Елизабета је била у дилеми зато што пре тога није размишљала о браку и имала је сталне приходе, али је на мајчин наговор и подстакнута жељом да се одвоји од очуха кога није волела пристаје на предлог.

## Рад до Француске револуције
У јануару 1776. године, тада двадесетогодишња Елизабета се удаје за Жан-Батиста Пјера Лебрана. Пошто је био велики боем и коцкар, Жану је био потребан новац због чега му је било у интересу да прогура Елизабету у уметничком свету. Две године касније су купили хотел Де Луберт. Пет година касније Елизабета у фебруару рађа Жан-Жули-Луиз. Њена слава проширила се све до француске краљице Марије Антоанете која јој је затражила да јој нацрта један портрет. Између њих две је створено пријатељство које ће потрајати све до почетка Француске револуције. Године 1779. Елизабета је проглашена за дворског сликара. Урадила је преко тридесет портрета Марије Антоанете и њене породице. Као Маријин портретиста се још више пробила у кругове европске аристократије и постаје позната широм Европе.
Њен муж је имао разне прељубничке и коцкарске афере, што је кренуло и њу да доводи у финансијске проблеме наредних година, али су и обилазили Фландрију и Холандију где се сусретала са делима фламанских мајстора што је инспирисало да проба нове технике рада. 
Избијање Француске револуције натерало је Елизабету да у ноћи између 5. и 6. октобра 1789. године напусти Париз. Њен муж који је остао у Паризу је тврдио да је она отишла у Италију на усавршавање. У Европи је већ била довољно позната па је сликала портрете владара у Риму, Бечу, Лондону, Санкт Петербургу...

## Европска слава
Из Француске је прешла у Италију где је неко време обилазила цркве и галерије како би видела радове познатих уметника и чија су дела утицала на њен дугогодишњи рад. После пропутовања се сместила у Рим, где је била гост и у Академији сликарства, а посетила је и кардинала Берниса, а присуствовала је и папином благослову током Ускрса. 
Током трогодишњег боравка у Риму доста је радила и обилазила знаменитости, а доста се и дружила са људима француских аристократских породица који су прогнани из домовине уточиште такође нашли у Риму. Касније је у Напуљу сликала и портрет краљице Напуља, Марије Каролине, сестре Марије Антоанете и њене четворо деце. 
Касније је током боравка у Италији иабрана за члана Академије у Парми и Академије Сан Лука у Риму. Након Италије Елизабета одлази у Аустрију. 
У Аустрији је боравила око две и по године и за то време је и тамо сликала портрете многих аристократа и чланова краљевске породице. 
После Беча одлази у Русију, где је боравила од 1795. године до 1801. године и тамо је била лепо прихваћена од стране племства и сликала је бројне аристократе, укључујући и бившег краља Пољске Станислава II. 
Након боравка у Санкт Пњтербургу и краћих задржавања у Пруској и Берлину и ангажовања њеног бившег мужа и других чланова породице издејствовала је да се њено име уклони са листе контрареволуционара како би могла да се врати у Француску. 
Коначно се јануара 1802. године, након 12 година одсуства враћа у Француску, где је њен повратак у штампи био поздрављен са усхићењем. Као додатна помоћ приликом враћања у Француску била је и иницијатива 225 познатих европских сликара да јој се омогући повратак у домовину. Исте године је тражила од бившег мужа повраћај мираза чије су коцкарске навике истрошилезначајан део њеног богатства које је имала током каријере у Француској. 
Године 1805. сликала је портрет Каролине, сестре француског цара Наполеона Бонапарте. Од зараде је купила кућу у Лувсјену. Кућа јој је одузета 1814. године, па се поново преселила у Париз. Године 1813. умире њен бивши муж, 1819. ћерка, а 1820. брат Етјен. Године 1835., у својим осамдесетим годинама, уз помоћ своје две нећаке објављује мемоаре  у три тома под називом "Сувенири". Примљена је у академије лепих уметности у Риму и Санкт Петрограду. Насликала је портрете више чланова породице царице Катарине Велике. Сликала је и портрет лорда Бајрона, а 1807. године примљена у академију лепих уметности у Женеви, Швајцарска. 

## Смрт
Елизабета Виже је умрла 30. марта 1842. године у 87. години живота. Сахрањена је на лувсјенском гробљу у близини свог некадашњег дома. За живота насликала је преко 660 портрета и око 200 пејзажа. Елизабетина дела налазе се у најугледнијим светским музејима и приватним збиркама (Версај, Лувр, Лондонска национална галерија уметности, Ермитаж, музеј лепих уметности у Њујорку, Сан Франциску, Минеаполису...).

## Галерија
- Леди Фолдинг
- Варвара Головина
- Леди Хамилтон
- Мис Пит
- Чарлс-Александар де Калоне
- Марија Габријела де Грамонт
- Принцеза Александра Голицина са сином
- Ана Толстој
- Ана Александровна Галицин
- Марија Антоанета
- Аутопортрет
- Каролина од Лихтенштајна
- Каролина Бонапарта
- Баронка Крусол
- Марија Габријела од Грамонта
- Наталија Ивановна Куракина
- Марија Антоанета
- Марија Каролина Аустријска
- Елизабета Алексејевна
- Елизабета Француска